# Успенская церковь (Иваново)
Успе́нская це́рковь (также известна как Каза́нская, первоначально — Тро́ицкая) — православный храм клетского типа в городе Иваново, воссозданный в 2022 году после полного уничтожения исторического здания в результате пожара. Первоначальное здание церкви, возведённое, по данным основных источников, в конце XVII — начале XVIII века, являлось объектом культурного наследия федерального значения и было единственным сохранившимся в Иванове памятником древнерусского деревянного зодчества. Здание дважды переносилось (в 1815—1817 и 1904—1905 годах). Вечером 18 ноября 2015 года исторический храм был полностью уничтожен пожаром. В 2020—2022 годах храм был воссоздан по обмерам на прежнем месте. Восстановленный храм используется совместно общинами Русской Православной Старообрядческой Церкви (РПСЦ) и единоверцев Русской Православной Церкви (РПЦ МП).
До пожара 2015 года Успенская церковь являлась одним из двух старинных клетских храмов, сохранившихся на территории Ивановской области, где такой тип церквей был ранее широко распространён. Второй подобный памятник — церковь Воскресения Христова, перевезённая из села Билюкова в город Плёс.

## История
Ранний период
Деревянная церковь была возведена на территории Покровского мужского монастыря в тогда ещё селе Иванове. Основные академические источники датируют постройку существующего до пожара 2015 года здания концом XVII — началом XVIII века. Монастырь, основанный в XVI веке, располагался на Покровской горе, на окраине села (ныне это место занимает Дворец искусств). Новая церковь стала зимним (отапливаемым) храмом обители и была освящена во имя Святой Троицы. Она имела придел во имя великомученицы Варвары. Основные конструкции храма, как считается, сохранились до самого пожара 2015 года.
Переносы и переименования
В 1815 году, в связи с началом возведения в монастыре нового каменного зимнего храма, Владимирская духовная консистория распорядилась разобрать деревянную Троицкую церковь с Варваринским приделом и перенести на Старое Успенское кладбище (в районе современной улицы Смирнова). Сборка на новом месте и освящение состоялись 25—26 ноября 1817 года; храм получил новое посвящение — в честь Успения Пресвятой Богородицы.
К середине XIX века деревянная церковь значительно обветшала. В 1849 году из-за плохого состояния был разобран Варваринский придел. С 1883 года богослужения в Успенской церкви прекратились, так как на кладбище к тому времени уже действовал каменный храм.
В 1904 году ивановский фабрикант, меценат и основатель музея промышленности и искусства Дмитрий Геннадьевич Бурылин инициировал спасение старинного храма. Получив разрешение Московского археологического общества, он организовал и профинансировал в 1904—1905 годах второй перенос церкви — со Старого Успенского кладбища на Новое Посадское (Ново-Успенское) кладбище (ныне территория у дома 7 по улице Фрунзе). На новом месте храм был тщательно отреставрирован: пристроены западный притвор и новая колокольня, расширены окна, заменены полы и первоначальный тябловый иконостас. Освящение обновлённой церкви состоялось 15 января 1906 года. Д. Г. Бурылин пожертвовал для её убранства ряд икон и старинных предметов из своей обширной коллекции. В декабре 1905 года в деревянном здании при церкви открыли церковно-приходскую школу в память Манифеста 17 октября 1905 года.
Советский период
С середины 1920-х годов Успенский храм принадлежал общине обновленческого течения. Однако это движение не получило широкой поддержки верующих и к 1930-м годам пришло в упадок.
Летом 1935 года, на фоне усиления антирелигиозной политики и «выполняя наказ избирателей», горсовет принял решение о закрытии Успенской церкви. Первоначально здание планировалось передать под общежитие для рабочих машиностроительного завода им. А. С. Киселёва. Однако, поскольку церковь уже тогда числилась памятником архитектуры, это решение пересмотрели. Постановлением президиума облисполкома от 22 октября 1935 года здание передали в ведение областного музея для организации в нём музея истории города Иванова. Позднее, 18 октября 1939 года, в стенах бывшей церкви открылся антирелигиозный музей, который просуществовал до начала Великой Отечественной войны в 1941 году. Одновременно с закрытием церкви было уничтожено и кладбище при ней.
В 1942 году, в условиях войны и некоторого ослабления гонений на религию, верующие предприняли попытки вернуть храм. Как православные христиане, так и старообрядцы обращались к властям с просьбами об открытии храма для молитв о победе и о воинах.
11 мая 1946 года, по результатам рассмотрения просьб верующих, Успенская церковь была официально передана зарегистрированной общине старообрядцев Белокриницкой иерархии (Архиепископия Московская и всея Руси). Первая служба состоялась на Пасху 1946 года. Храм был заново освящён во имя Казанской иконы Божией Матери. Внутреннее убранство создавалось заново: иконостас привезли из закрытой старообрядческой церкви в Шуе, прихожане пожертвовали много старинных икон.
Постсоветский период: утрата и воссоздание
В 1991 году часть прихожан старообрядческой общины, возглавляемая уставщиком Лаврентием Селиным, приняла решение о воссоединении с Русской Православной Церковью (РПЦ МП) на правах единоверия, сохранив старые обряды и богослужебный устав. Этот шаг был предпринят в условиях несовершенства законодательства начала 1990-х годов, которое порой позволяло общинам менять юрисдикцию вместе с храмовым зданием. В результате Успенская церковь перешла в ведение Иваново-Вознесенской (тогда Иваново-Кинешемской) епархии РПЦ МП и стала использоваться единоверческой общиной. Лаврентий Селин был рукоположён во иерея епископом Амвросием (Щуровым) и стал настоятелем единоверческого прихода.
Русская Православная Старообрядческая Церковь (РПСЦ), община которой продолжала существовать в Иванове, но лишилась храма (второй, каменный старообрядческий храм города также был передан РПЦ МП в начале 1990-х годов и стал кафедральным собором епархии РПЦ МП), не признала законность перехода Успенской церкви и на протяжении многих лет добивалась её возвращения. Вопрос о принадлежности храма стал предметом длительного спора и неоднократно поднимался на официальном уровне. В 2005 году он обсуждался во время встречи предстоятеля РПСЦ митрополита Андриана (Четвергова) с председателем ОВЦС РПЦ МП митрополитом Кириллом (Гундяевым). В апреле 2006 года преемник митрополита Андриана, митрополит Корнилий (Титов), встретился с архиепископом Иваново-Вознесенским Амвросием (Щуровым), который первоначально выразил согласие на передачу храма РПСЦ. Губернатор Ивановской области М. А. Мень также обещал поддержку в восстановлении. Однако после визита в Иваново в мае 2006 года секретаря Комиссии по делам старообрядных приходов и взаимодействию со старообрядчеством при ОВЦС МП диакона Иоанна Миролюбова, процесс передачи был приостановлен со ссылкой на позицию прихожан-единоверцев, желавших остаться в храме. В августе 2007 года новый управляющий Иваново-Вознесенской епархией РПЦ МП епископ Иосиф (Македонов) на встрече с митрополитом Корнилием заявил о невозможности передачи храма и предложил содействие РПЦ МП в строительстве нового храма для общины РПСЦ, что, однако, не было реализовано. Таким образом, до пожара 2015 года храм оставался в пользовании единоверческой общины РПЦ МП, в то время как его принадлежность оспаривалась со стороны РПСЦ.
В 2013 году в церкви началась реставрация. В ходе работ под слоями штукатурки были неожиданно обнаружены фрагменты старинных настенных росписей, о существовании которых ранее не было известно. Работы были приостановлены для изучения находки. Продолжение реставрации планировалось на 2016—2017 годы.
Вечером 18 ноября 2015 года в Успенской церкви вспыхнул пожар, который полностью уничтожил уникальное деревянное здание. Старый храм восстановлению не подлежал. Сразу после пожара было заявлено о намерении воссоздать храм в прежнем виде.
В январе 2017 года стало известно, что Министерство культуры РФ отказало в финансировании разработки проектно-сметной документации для восстановления храма.
5 июля 2018 года земельный участок под сгоревшей церковью вместе с её остатками был официально передан Русской Православной Старообрядческой Церкви (РПСЦ). Это решение положило конец многолетнему спору о принадлежности участка. Сразу после передачи начались работы по консервации объекта на средства пожертвований.
Масштабная реставрация (воссоздание) храма, финансируемая из федерального бюджета (общий объём средств составил более 87 млн рублей), началась в апреле 2020 года. Работы велись по сохранившимся обмерам и фотографиям. К апрелю 2022 года реставрационные работы на объекте были практически завершены, велась подготовка к благоустройству территории. Реставрация была полностью завершена к началу ноября 2022 года. В ходе работ были воссозданы не только деревянные конструкции, но и основания, фундаменты, кирпичная кладка, архитектурно-лепной декор, покрытие пола из чугунных орнаментированных плит. Здание было оборудовано современными системами безопасности, включая автоматическую пожарную сигнализацию, видеонаблюдение и системы оповещения.
13 ноября 2022 года в 15:00 епископ РПСЦ Ярославско-Костромской и Нижегородско-Владимирский Викентий (Новожилов) совершил чин малого освящения восстановленного храма в присутствии духовенства РПСЦ и многочисленных верующих. Это событие ознаменовало возвращение богослужебной жизни в Успенскую церковь под юрисдикцией старообрядческой общины. При этом единоверческая община РПЦ МП также продолжает использовать восстановленный храм для богослужений, что свидетельствует о достижении компромисса в использовании здания после его воссоздания.

## Архитектура (утраченного исторического здания)
Успенская церковь относилась к распространённому в древнерусском деревянном зодчестве клетскому типу храмов. Основу композиции составлял клетский храм — квадратный в плане сруб, близкий по строению к традиционной русской избе. К нему с востока примыкал гранёный алтарь, а с запада — трапезная и притвор (последний был пристроен в 1905 году). Разновеликие объёмы здания, последовательно расположенные по продольной оси запад — восток, создавали живописную и динамичную композицию.
Основной объём храма был увенчан высокой крутой двускатной тесовой кровлей «клинчатого» типа. Над ней возвышалась одна главка, покрытая лемехом (деревянной черепицей) и установленная на тонкой «шее» и восьмигранном основании. Алтарная часть также имела высокую клинчатую кровлю.
В 1905 году с запада к храму была пристроена стройная колокольня, завершённая шатром. В её облике присутствовали черты стиля модерн, однако, по оценкам специалистов, она гармонично сочеталась с древним объёмом храма.
Внешний вид храма отличался лаконичностью. Фасады были лишены обильного декоративного убранства. Выразительность достигалась за счёт точно найденных пропорций объёмов, контраста между крупными плоскостями стен, обшитых горизонтально досками (обшивка и широкие окна появились, вероятно, в начале XIX века), и небольшими оконными и дверными проёмами в простых наличниках. Несмотря на свою значимость как памятника древнерусского деревянного зодчества, Успенская церковь оставалась малоизученной в научной литературе.
Внутреннее пространство храма было единым, различные части (алтарь, основной объём, трапезная, притвор) соединялись широкими проёмами. Помещения имели разную высоту. Перекрытия были стропильными с плоскими подшивными потолками. Стены изнутри были оштукатурены и побелены. Пол был выложен чугунными орнаментированными плитами (этот элемент также был воссоздан при реставрации 2020—2022 гг.).
Изначально в храме был тябловый иконостас. При реставрации 1904—1906 годов Д. Г. Бурылиным был установлен новый дубовый четырёхъярусный иконостас. Он имел простые формы, с небольшими «заворотами» на боковые стены. Иконы различных чинов были разделены бронзированными колонками и стилистически имитировали древнерусские образцы XVII века. Иконы праздничного чина датировались концом XIX века, других чинов — началом XX века. Центральная часть над Царскими вратами была выделена более крупными иконами. Завершение верхнего, более узкого яруса и его боковые части были украшены трёхлепестковыми розетками с крестами. После передачи храма старообрядцам в 1946 году внутреннее убранство создавалось заново: был привезён иконостас из закрытой старообрядческой церкви в Шуе, прихожане пожертвовали много старинных икон. Вероятно, этот иконостас заменил Бурылинский или был установлен наряду с ним. Иконы на боковых гранях иконостаса (описанного в Своде памятников) датировались серединой XX века. Также в интерьере имелись иконы в киотах и два «Распятия» XIX—XX веков.

## Галерея
| Рисунок 1878 года (предположительно, неточен) | Церковь в 1905 году (после реконструкции) | Вид в 2001 году | Колокольня (до пожара) | Церковь в огне (18.11.2015) | Руины церкви (2017 год) |
| --------------------------------------------- | ----------------------------------------- | --------------- | ---------------------- | --------------------------- | ----------------------- |
|                                               |                                           |                 |                        |                             |                         |